# Condado de Curry (Oregón)

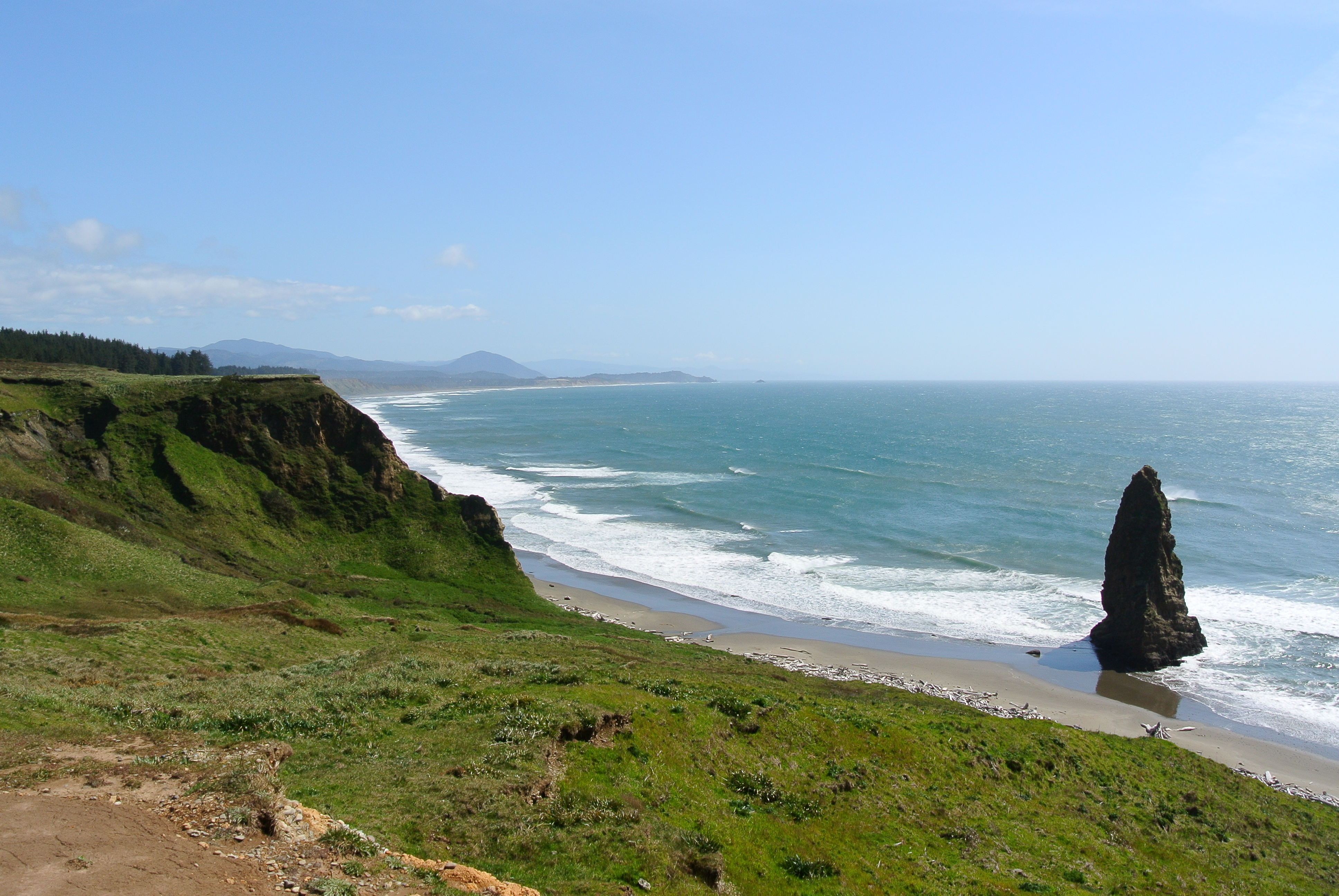
Vista del Cabo Blanco hacia el sur: Port Orford Heads State Park y Humbug Mountain.

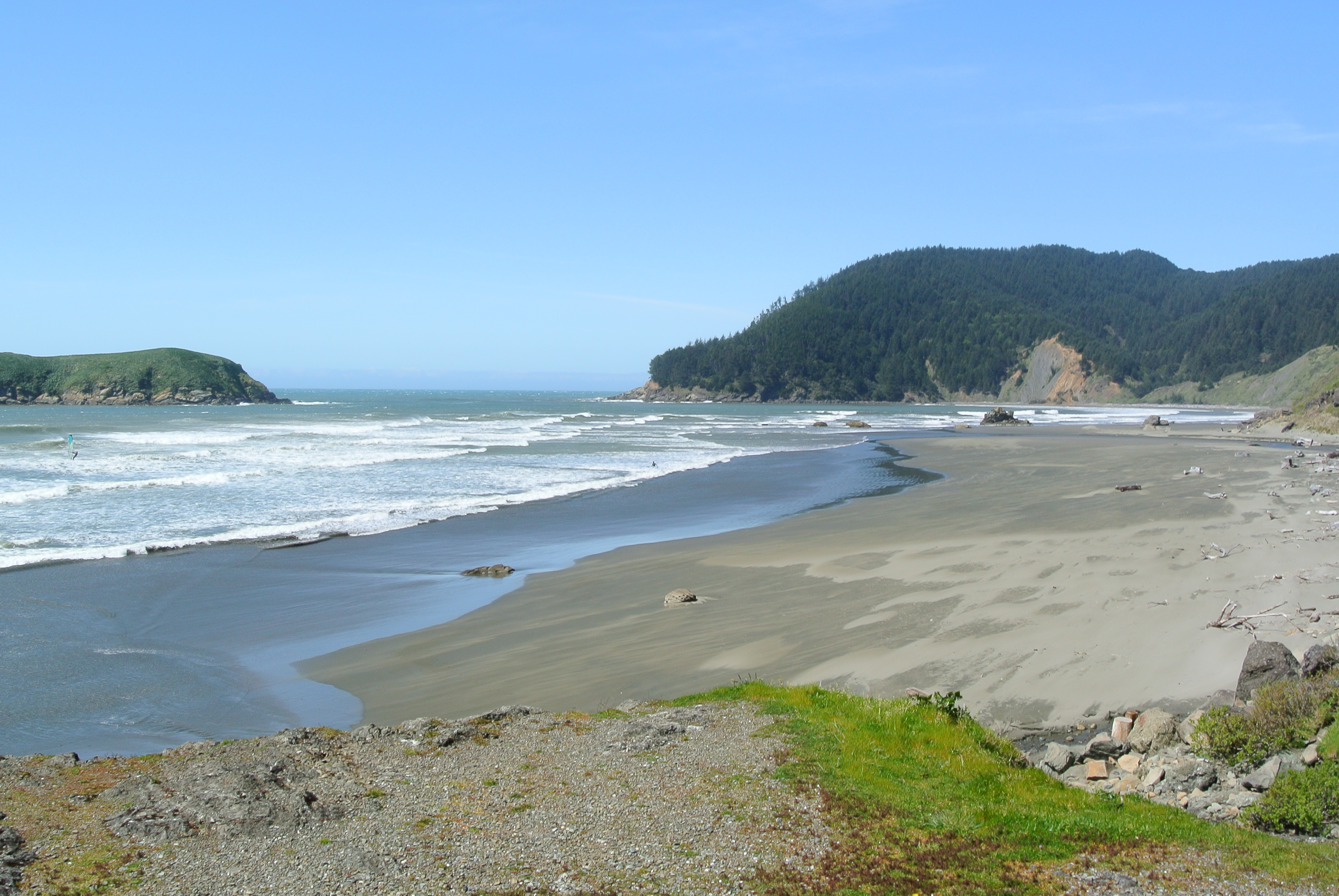
Vista de Pistol River State Scenic Viewpoint hacia el norte

El condado de Curry es uno de los 36 condados del estado de Oregón, Estados Unidos. La sede del condado es Gold Beach, al igual que su mayor ciudad. El condado tiene un área de 5150 km² (de los cuales 935 km² están cubiertos por agua) y una población de 21 137 habitantes, para una densidad de población de 5 hab/km² (según censo nacional de 2000). Este condado fue fundado en 1855.

## Geografía

### Condados adyacentes
- Condado de Coos - (norte)
- Condado de Douglas - (noreste)
- Condado de Josephine - (este)
- Condado de Del Norte - (sur)

## Demografía
Para el censo de 2000, había 21 137 personas, 9543 cabezas de familia, y 6183 familias residiendo en el condado. La densidad de población era de 13 habitantes por milla cuadrada.
La composición racial del condado era:
- 92,89% blancos
- 0,15% negros o negros americanos
- 2,14% nativos americanos
- 0,70% asiáticos
- 0,11% isleños
- 1,11% otras razas
- 2,90% de dos o más razas.

Había 9543 cabezas de familia, de las cuales el 20,90% tenían menores de 18 años viviendo con ellas, el 54,50% eran parejas casadas viviendo juntas, el 7,20% eran mujeres cabeza de familia monoparental (sin cónyuge), y 35,20% no eran familias.
El tamaño promedio de una familia era de 2,66 miembros.
En el condado el 19,20% de la población tenía menos de 18 años, el 4,80% tenía de 18 a 24 años, el 20,00% tenía de 25 a 44, el 29,40% de 45 a 64, y el 26,60% eran mayores de 65 años. La edad promedio era de 49 años. Por cada 100 mujeres había 96,60 hombres. Por cada 100 mujeres mayores de 18 años había 94,80 hombres.

## Economía
Los ingresos medios de una cabeza de familia del condado eran de USD$30 117 y el ingreso medio familiar era de $35 627. Los hombres tenían unos ingresos medios de $31 772 frente a $22 416 de las mujeres. El ingreso per cápita del condado era de $18 138. El 9,70% de las familias y el 12,20% de la población estaban debajo de la línea de pobreza. Del total de gente en esta situación, 13,60% tenían menos de 18 y el 10,60% tenían 65 años o más.

## Localidades

### Ciudades
- Brookings
- Gold Beach
- Port Orford

### Lugares designados por el censo y áreas no incorporadas
| - Agness - Bagnell Ferry - Carpenterville - Denmark - Harbor - Hunter Creek - Illahe - Langlois | - Marial - Nesika Beach - Ophir - Pistol River - Plum Trees - Sixes - Wedderburn |